# 3514 Hooke
3514 Hooke este un asteroid din centura principală, descoperit pe 26 octombrie 1971 de Luboš Kohoutek.